# Лижне двоборство на зимових Олімпійських іграх 2018 — командний великий трамплін/4×5 км
Змагання з лижного двоборства, які складалися зі стрибків з командного великого трампліну і естафети 4×5 км на зимових Олімпійських іграх 2018 у Пхьончхані (Південна Корея) пройшли 22 лютого у Центрі стрибків на лижах «Альпензія» та Центрі лижних гонок і біатлону «Альпензія».

## Результати

### Стрибки на лижах
Змагання зі стрибків на лижах відбулися о 16:30 за місцевим часом (UTC+9).
| Місце | Номер                  | Країна                                                                          | Distance (m)            | Очки                          | Час difference |
| ----- | ---------------------- | ------------------------------------------------------------------------------- | ----------------------- | ----------------------------- | -------------- |
| 1     | 7 7–1 7–2 7–3 7–4      | Австрія · Маріо Зайдль · Бернгард Грубер · Лукас Клапфер · Вільгельм Деніфль    | 131.0 136.0 131.0 138.5 | 469.5 112.6 117.9 114.6 124.4 | –              |
| 2     | 9 9–1 9–2 9–3 9–4      | Німеччина · Ерік Френцель · Вінценц Гайгер · Фабіан Рісле · Йоганнес Рідцек     | 137.0 129.5 127.5 138.0 | 464.7 123.6 102.6 109.2 129.3 | +0:06          |
| 3     | 8 8–1 8–2 8–3 8–4      | Японія · Хідеакі Наґаї · Го Ямамото · Йосіто Ватабе · Акіто Ватабе              | 127.0 132.5 128.0 137.5 | 455.3 106.8 111.3 110.9 126.3 | +0:19          |
| 4     | 10 10–1 10–2 10–3 10–4 | Норвегія · Юрген Гробак · Ярл Магнус Ріїбер · Еспен Андерсен · Ян Шмід          | 133.5 128.5 132.0       | 449.2 114.4 117.9 105.0 111.9 | +0:27          |
| 5     | 5 5–1 5–2 5–3 5–4      | Франція · Франсуа Бро · Джейсон Ламі-Шаппюї · Антуан Жерар · Максім Лаерт       | 129.5 127.5 127.0 133.0 | 417.9 127.0 92.2 97.6 116.4   | +1:09          |
| 6     | 3 3–1 3–2 3–3 3–4      | Чехія · Ондржей Пажут · Мирослав Дворжак · Лукаш Данек · Томаш Портик           | 123.0 120.5 119.5 131.0 | 382.2 100.1 88.0 81.5 112.6   | +1:56          |
| 7     | 6 6–1 6–2 6–3 6–4      | Фінляндія · Ілкка Херола · Leevi Mutru · Ханну Маннінен · Ееро Хірвонен         | 133.0 108.0 116.0 133.5 | 381.3 116.6 61.3 82.4 121.0   | +1:58          |
| 8     | 1 1–1 1–2 1–3 1–4      | Польща · Войцех Марусаж · Павел Словьок · Адам Цеслар · Щепан Купчак            | 114.0 107.0 121.5 130.0 | 337.2 72.8 67.9 85.6 110.9    | +2:56          |
| 9     | 2 2–1 2–2 2–3 2–4      | США · Бен Луміс · Ben Berend · Тейлор Флетчер · Браян Флетчер                   | 111.5 120.0 100.0 129.5 | 324.8 78.2 87.5 52.9 106.2    | +3:13          |
| 10    | 4 4–1 4–2 4–3 4–4      | Італія · Аарон Костнер · Лукас Рунггальдір · Алессандро Піттін · Раффаеле Буцці | 106.5 105.5 112.5 123.0 | 291.8 69.4 56.9 77.0 88.5     | +3:57          |

### Лижна гонка
Лижна гонка розпочалася о 19:20 за місцевим часом (UTC+9).
| Місце | Номер                  | Країна                                                                          | Start time | Cross-country time                      | Місце | Фінішний час | Відставання |
| ----- | ---------------------- | ------------------------------------------------------------------------------- | ---------- | --------------------------------------- | ----- | ------------ | ----------- |
| 1     | 2 2–1 2–2 2–3 2–4      | Німеччина · Вінценц Гайгер · Фабіан Рісле · Ерік Френцель · Йоганнес Рідцек     | 0:06       | 46:03.8 11:33.8 11:24.1 11:05.4 12:00.5 | 1     | 46:09.8      | —           |
| 2     | 4 4–1 4–2 4–3 4–4      | Норвегія · Ян Шмід · Еспен Андерсен · Ярл Магнус Ріїбер · Юрген Гробак          | 0:27       | 46:35.5 11:24.9 11:55.5 11:28.2 11:46.9 | 2     | 47:02.5      | +52.7       |
| 3     | 1 1–1 1–2 1–3 1–4      | Австрія · Вільгельм Деніфль · Лукас Клапфер · Бернгард Грубер · Маріо Зайдль    | 0:00       | 47:17.6 11:52.2 11:53.8 11:23.6 12:08.0 | 5     | 47:17.6      | +1:07.8     |
| 4     | 3 3–1 3–2 3–3 3–4      | Японія · Йосіто Ватабе · Хідеакі Наґаї · Го Ямамото · Акіто Ватабе              | 0:19       | 47:59.6 11:43.5 11:49.7 12:22.1 12:04.3 | 7     | 48:18.6      | +2:08.8     |
| 5     | 5 5–1 5–2 5–3 5–4      | Франція · Антуан Жерар · Франсуа Бро · Максім Лаерт · Джейсон Ламі-Шаппюї       | 1:09       | 47:28.0 11:39.8 11:47.2 12:00.8 12:00.2 | 6     | 48:37.0      | +2:27.2     |
| 6     | 7 7–1 7–2 7–3 7–4      | Фінляндія · Leevi Mutru · Ілкка Херола · Ееро Хірвонен · Ханну Маннінен         | 1:58       |                                         |       | 48:40.5      | +2:30.7     |
| 8     | 6 6–1 6–2 6–3 6–4      | Чехія · Томаш Портик · Ондржей Пажут · Лукаш Данек · Мирослав Дворжак           | 1:56       |                                         |       | 50:07.1      | +3:57.3     |
| 9     | 10 10–1 10–2 10–3 10–4 | Італія · Лукас Рунггальдір · Аарон Костнер · Раффаеле Буцці · Алессандро Піттін | 3:57       |                                         |       | 51:14.1      | +5:04.3     |
| 7     | 8 8–1 8–2 8–3 8–4      | Польща · Павел Словьок · Войцех Марусаж · Щепан Купчак · Адам Цеслар            | 2:56       |                                         |       | 51:24.8      | +5:15.0     |
| 10    | 9 9–1 9–2 9–3 9–4      | США · Тейлор Флетчер · Ben Berend · Бен Луміс · Браян Флетчер                   | 3:13       |                                         |       | 51:26.5      | +5:16.7     |